# SNCF CC 72000
De serie "CC 72000" van de Franse Spoorwegen (Société nationale des chemins de fer français of SNCF) is een diesel-elektrische locomotief. Op 29 december 1965 werd de bestelling locomotieven geplaatst. Al op 20 december 1967 kwam de eerste locomotief in dienst vanuit het depot van Rennes. In de jaren 1967 tot en met 1974 werden uiteindelijk 92 locomotieven gebouwd.
Op dit moment worden de locomotieven aan de kant gezet, onder meer vanwege de vervuilende dieselmotoren. In augustus 2007 zijn zes exemplaren verkocht aan de Marokkaanse Spoorwegen (ONCF), dit betreft de nummers 03, 09, 18, 20, 27 en 85. Per 1 december 2008 waren nog 40 exemplaren in dienst, verdeeld over de depots Rennes (15), Vénissieux (18) en Chalindrey (7).
De eerste 20 afgeleverde exemplaren hadden een maximumsnelheid van 140 km/u. Door onder meer een gewijzigde overbrenging hadden de volgende locomotieven als maximumsnelheid 160 km/u.

## CC72100
Tussen 2002 en 2004 zijn 30 exemplaren uit deze serie geheel vernieuwd en onder meer voorzien van een nieuwe (krachtigere) dieselmotor. Deze locomotieven zijn vernummerd in de serie CC72100. Dit betreft de volgende locomotieven: 21, 30, 37 t/m 41, 43, 45, 47, 48, 51, 56 t/m 58, 60, 63, 66, 68, 72, 75 t/m 80, 82, 86, 89 en 90. Ze worden voornamelijk ingezet op de lijn Parijs - Mulhouse en werken vanuit het depot Chalindrey. Het prototype voor deze renovatie was de CC72148. Alle vernieuwde locomotieven kregen als kleurstelling de "En voyage..."-kleurstelling, behalve de CC72145.

## Externe links

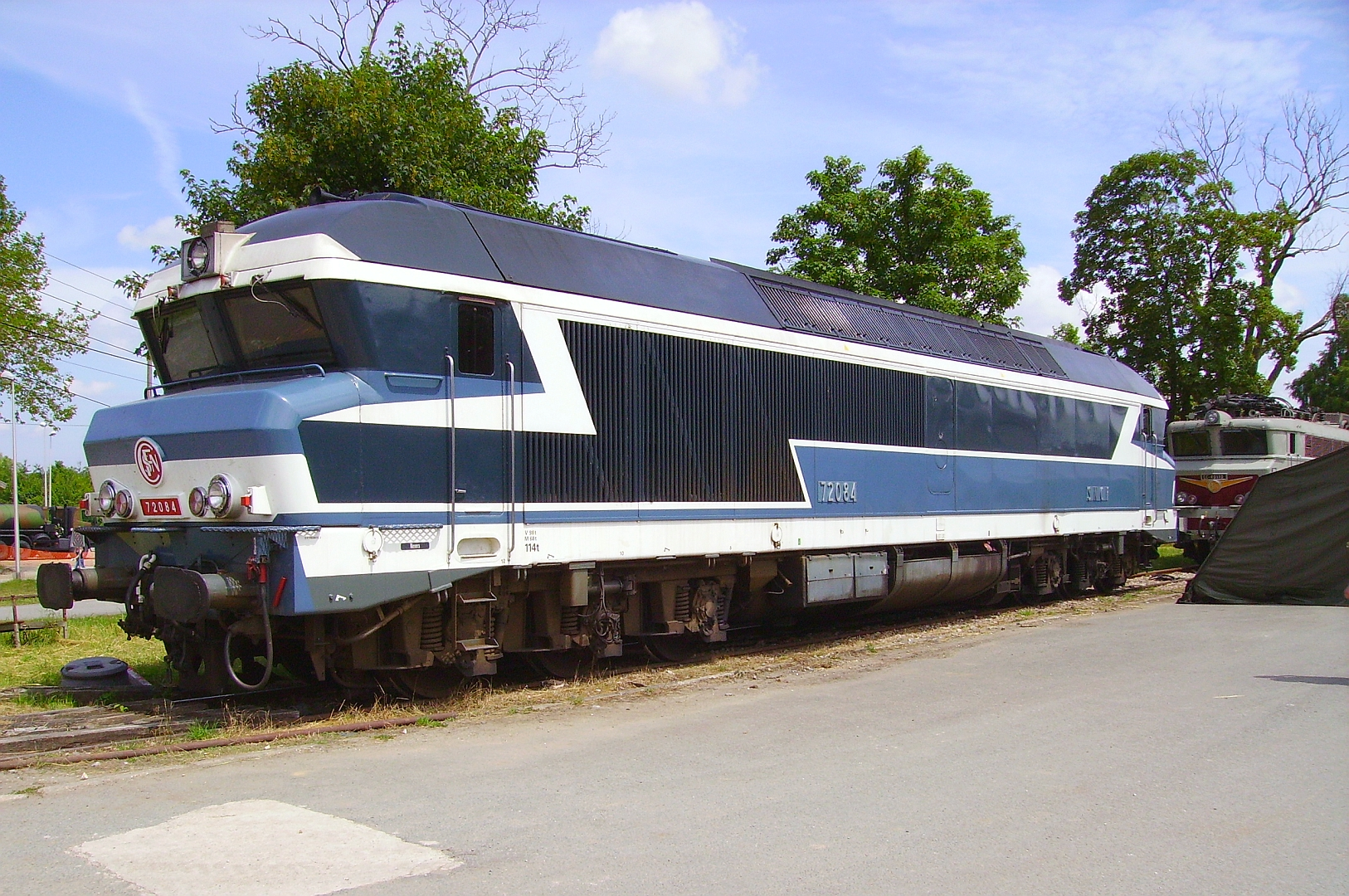
De CC72084 tentoongesteld in Versailles
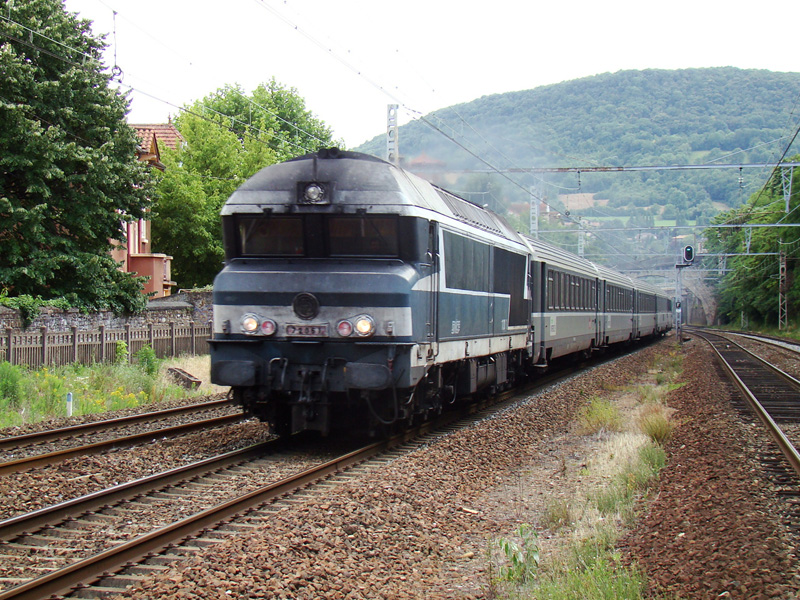
De CC72061 gefotografeerd ten noorden van Lyon met een intercity van Lyon naar Tours
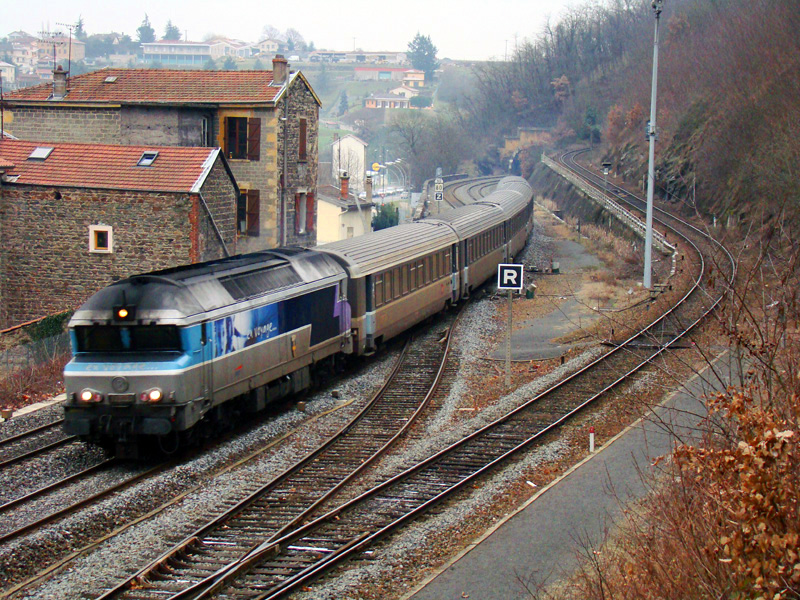
De CC72061 in Couzon-au-Mont-d'Or
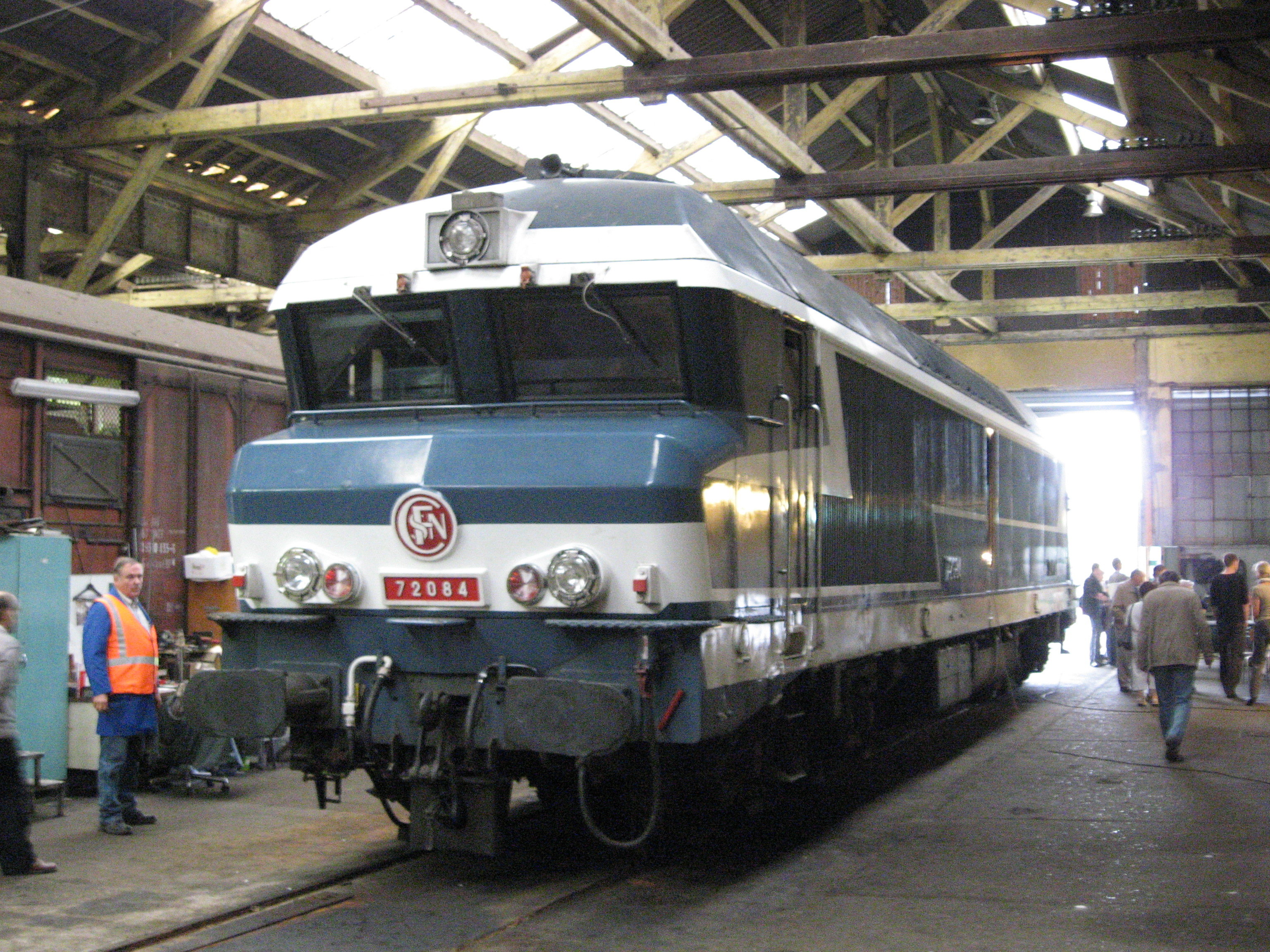
De CC72084 in Sotteville
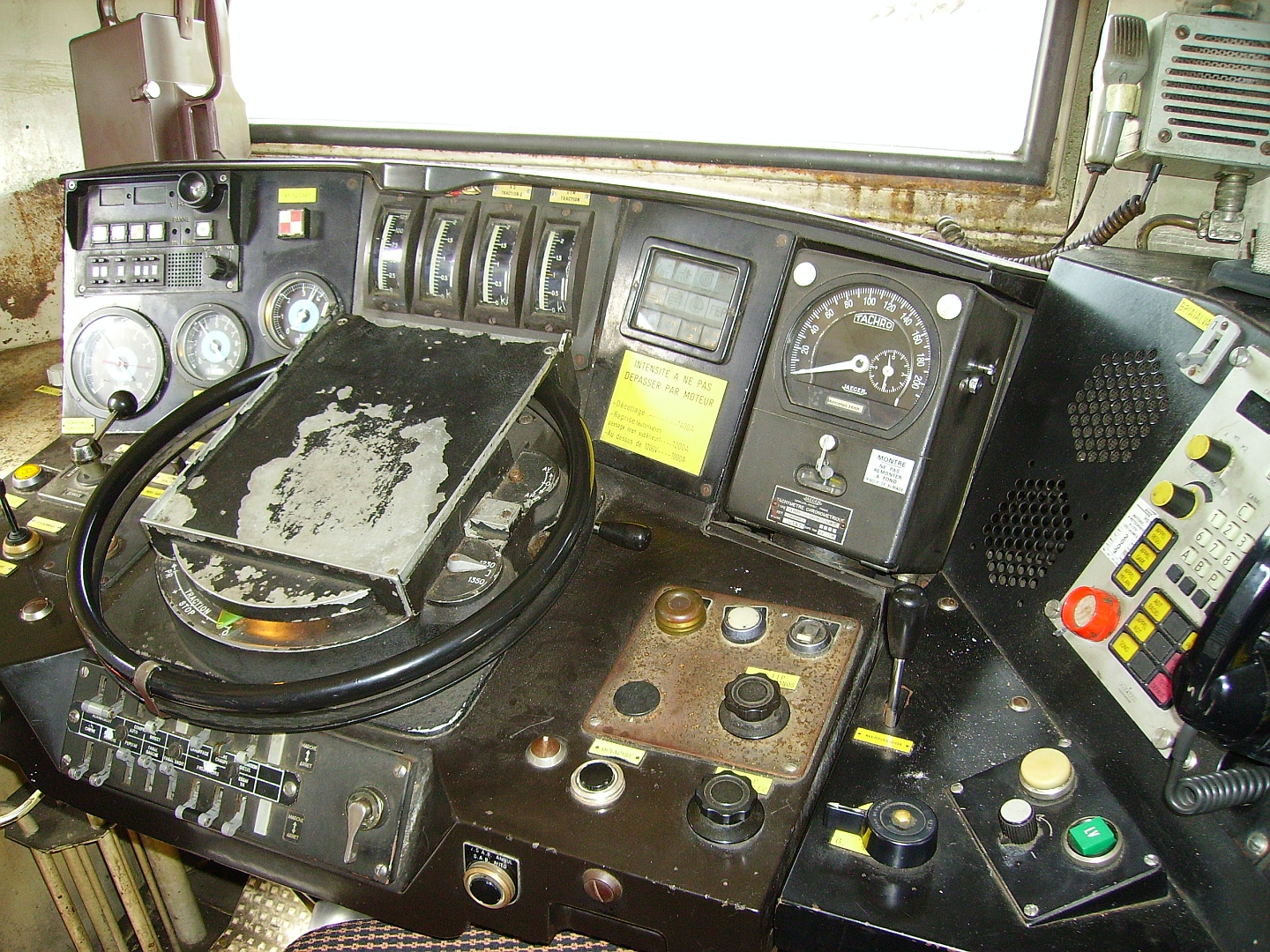
Stuurtafel van de CC72084